# 46 Capricorni
46 Capricorni (c Capricorni) é uma estrela na direção da Capricornus. Possui uma ascensão reta de 21h 45m 00.25s e uma declinação de −09° 04′ 56.7″. Sua magnitude aparente é igual a 5.10. Considerando sua distância de 799 anos-luz em relação à Terra, sua magnitude absoluta é igual a −1.85. Pertence à classe espectral G8II-III.